# Lâu đài Saint Michael
Lâu đài Saint Michael (tiếng Nga: Миха́йловский за́мок, Mikhailovsky zamok) là một nơi ở cũ của hoàng gia ở trung tâm lịch sử của Saint Petersburg, Nga. Lâu đài được xây dựng làm nơi ở cho Hoàng đế Pavel I của Nga bởi các kiến trúc sư Vincenzo Brenna và Vasili Bazhenov vào năm 1797-1801. Nó được đặt theo tên của St.Michael, vị thánh bảo trợ của gia đình Hoàng gia. Lâu đài trông khác nhau từ mỗi bên, vì các kiến trúc sư đã sử dụng các họa tiết của nhiều phong cách kiến trúc khác nhau như Chủ nghĩa cổ điển Pháp, Phục hưng Ý và Gothic.
Lâu đài Thánh Michael được xây dựng ở phía nam Vườn mùa hè và thay thế cung điện nhỏ bằng gỗ của Hoàng hậu Elizabeth Petrovna. Sợ những âm mưu và âm mưu ám sát, Hoàng đế Paul I không thích Cung điện Mùa đông, nơi ông không bao giờ cảm thấy an toàn. Do niềm đam mê cá nhân với các hiệp sĩ thời trung cổ và nỗi sợ bị ám sát liên tục, nơi ở mới của hoàng gia được xây dựng giống như một lâu đài xung quanh một sân nhỏ hình bát giác. Tòa nhà với các góc tròn được bao quanh bởi nước của sông Moika, sông Fontanka và hai kênh đào đặc biệt (Kênh Church và Kênh Chủ nhật), biến khu vực lâu đài thành một hòn đảo nhân tạo chỉ có thể đến được bằng các dây rút.
Đầu những năm 1990, Lâu đài Thánh Michael trở thành một chi nhánh của Bảo tàng Nga và hiện lưu giữ Phòng trưng bày Chân dung, với các bức chân dung chính thức của Hoàng đế và Hoàng hậu Nga và các chức sắc và nhân vật nổi tiếng khác nhau từ cuối thế kỷ 17 đến đầu thế kỷ 20.

## Hình ảnh

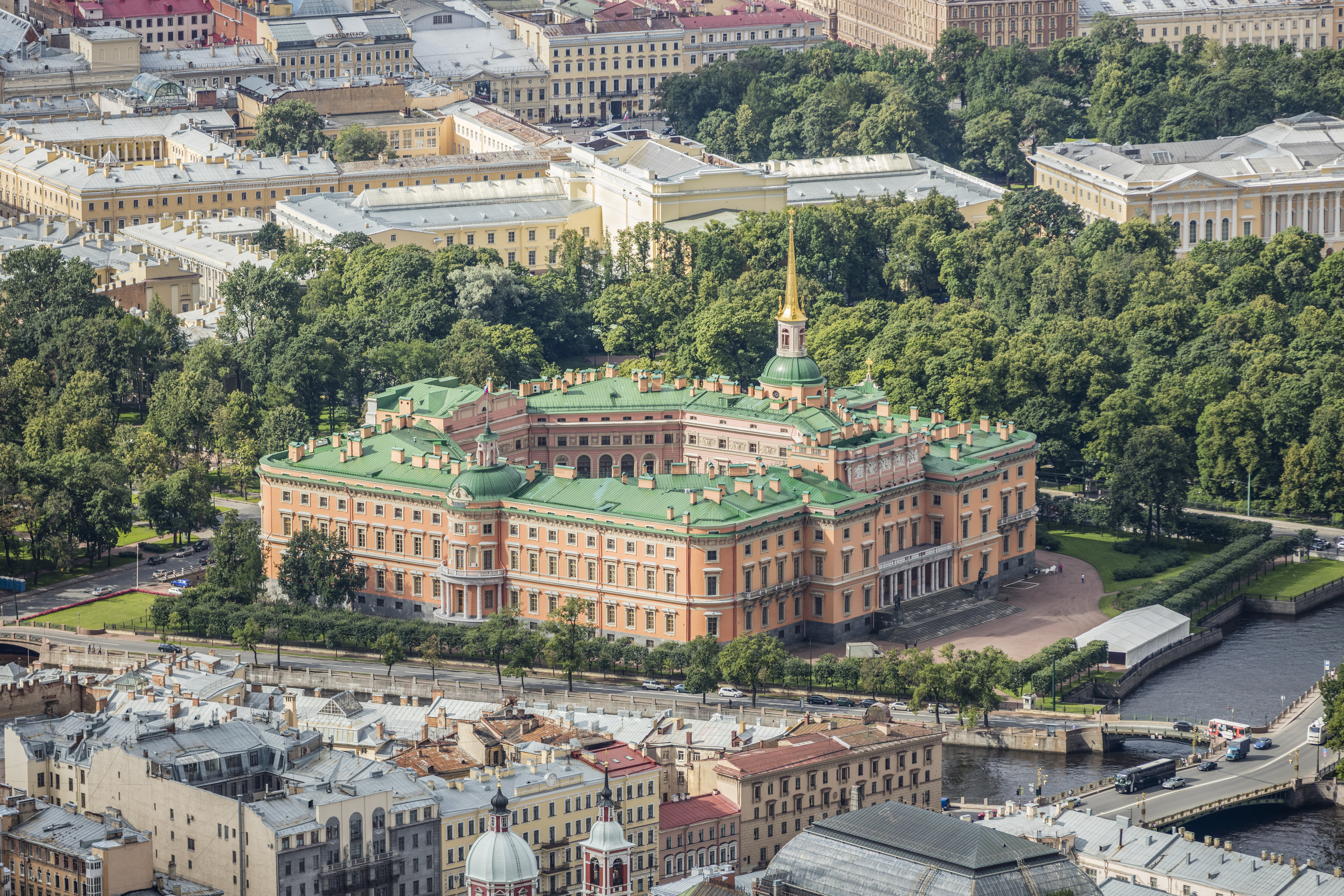
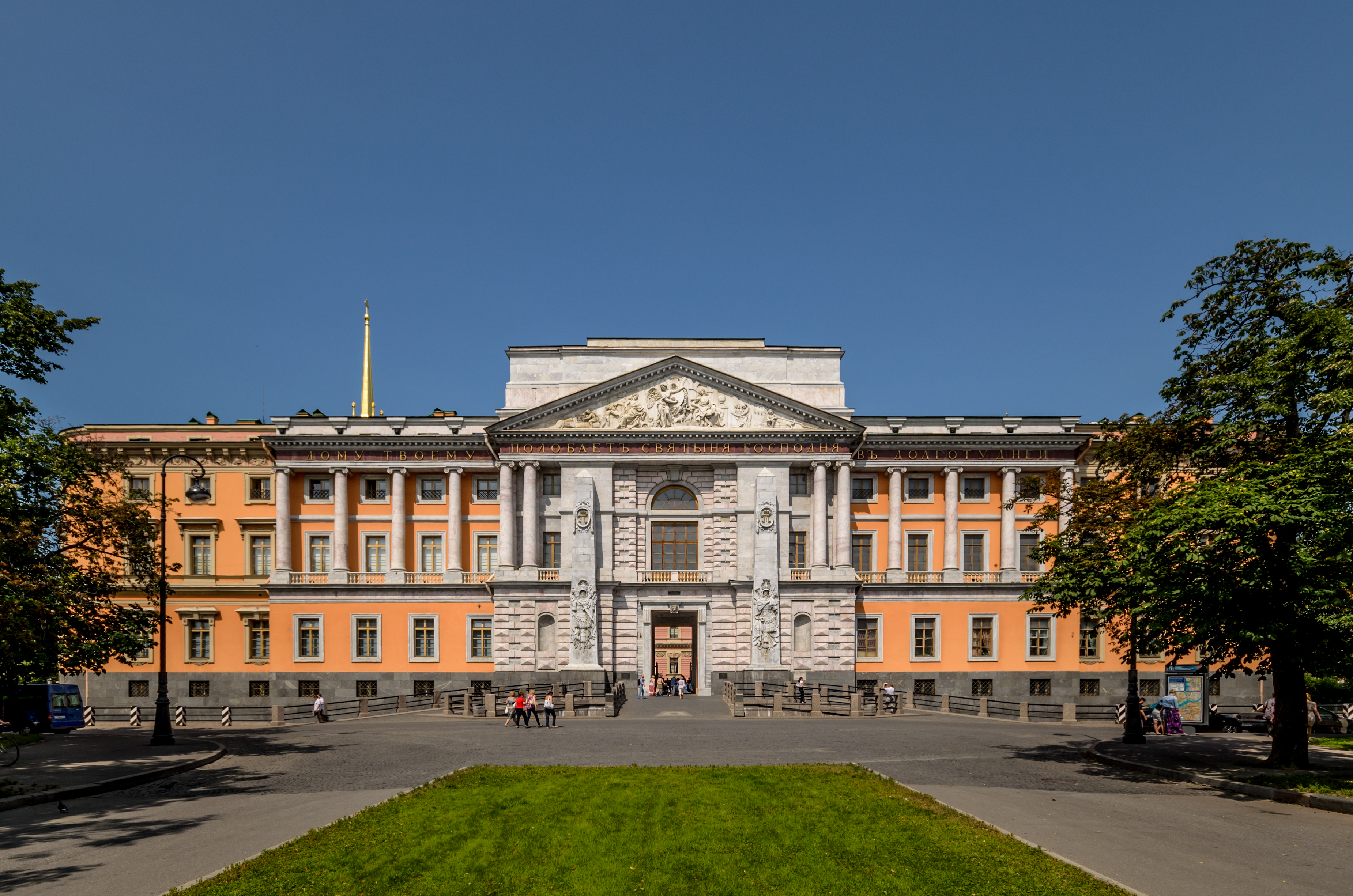
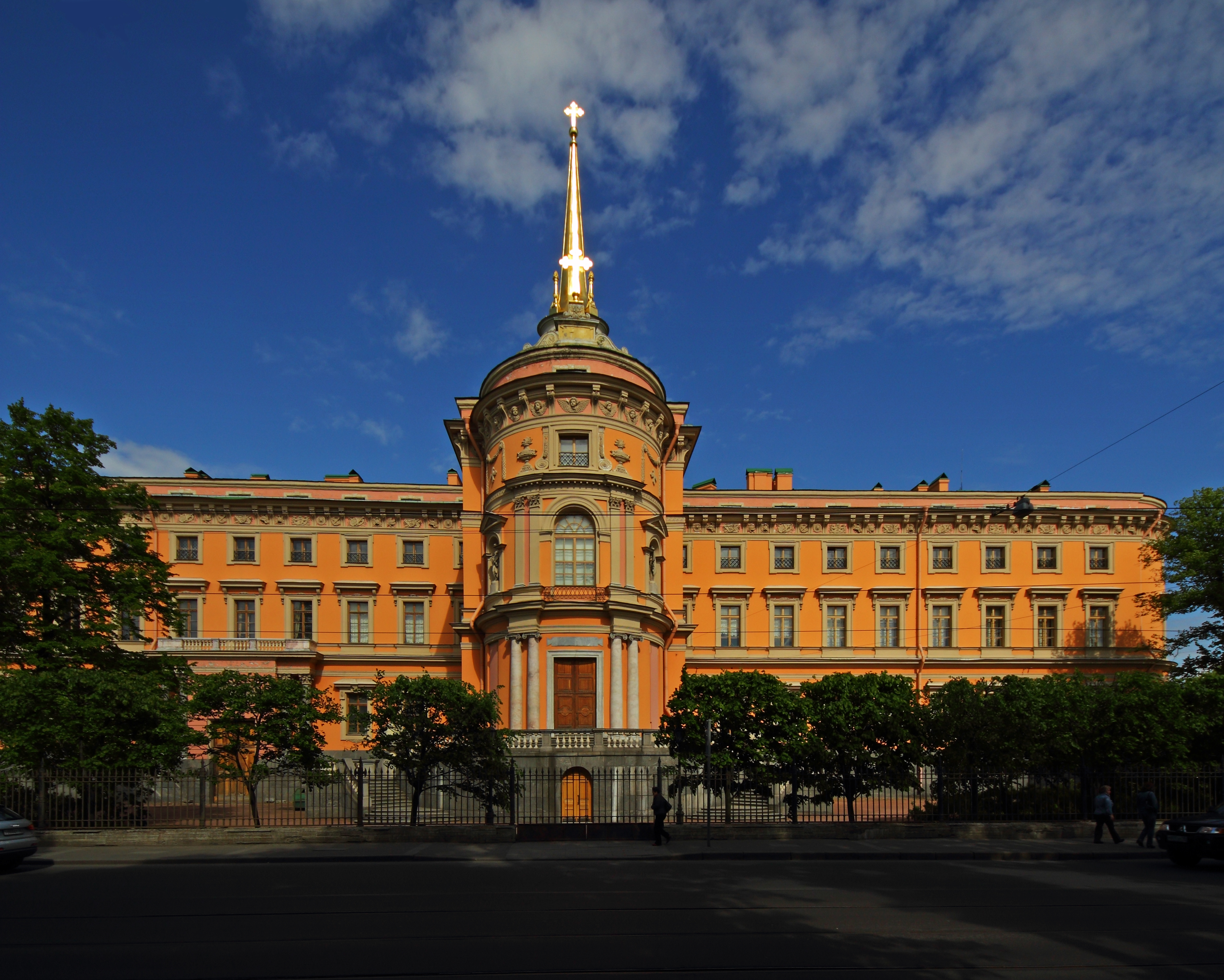
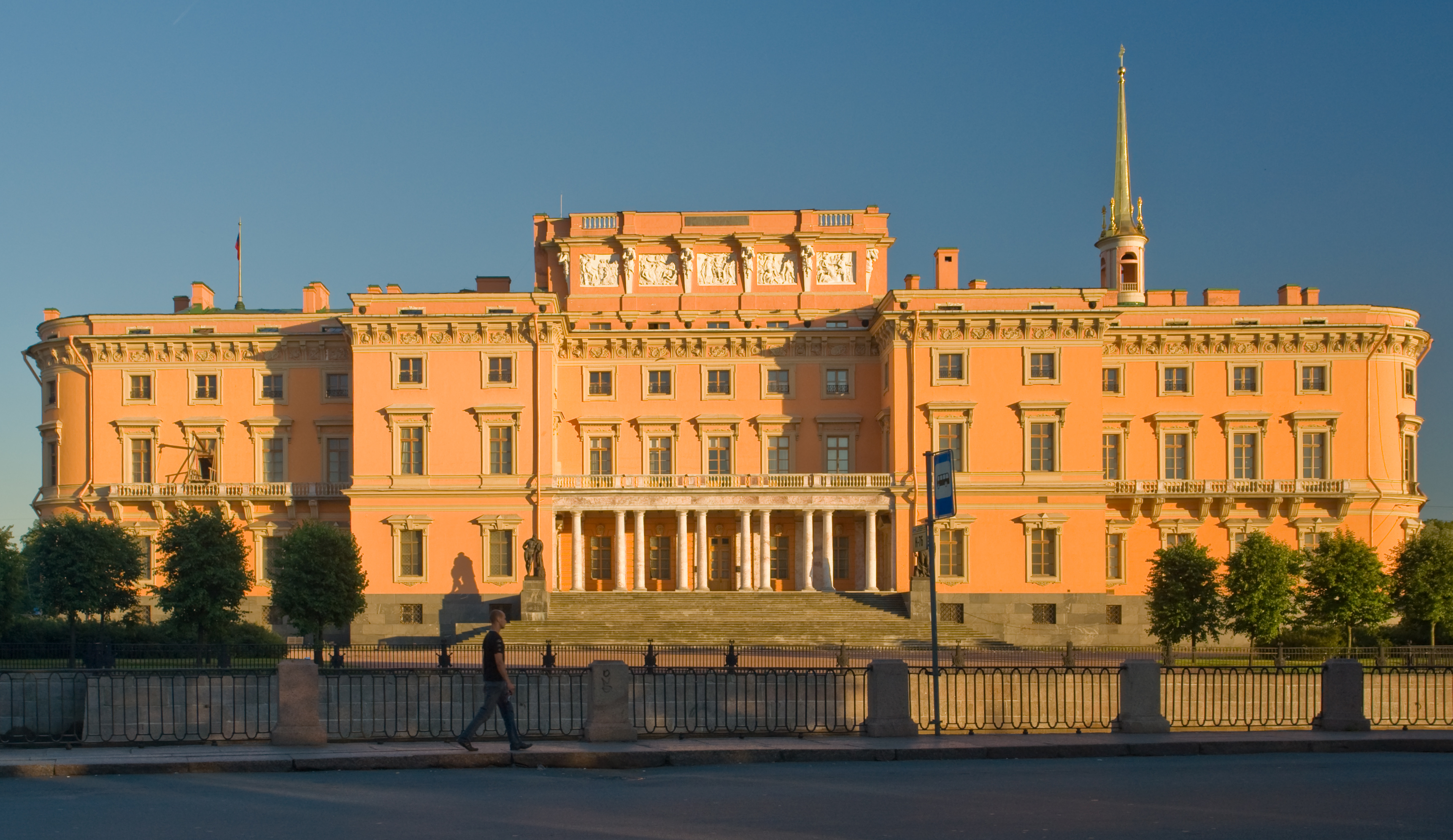